# Wachlarz (przedmiot)

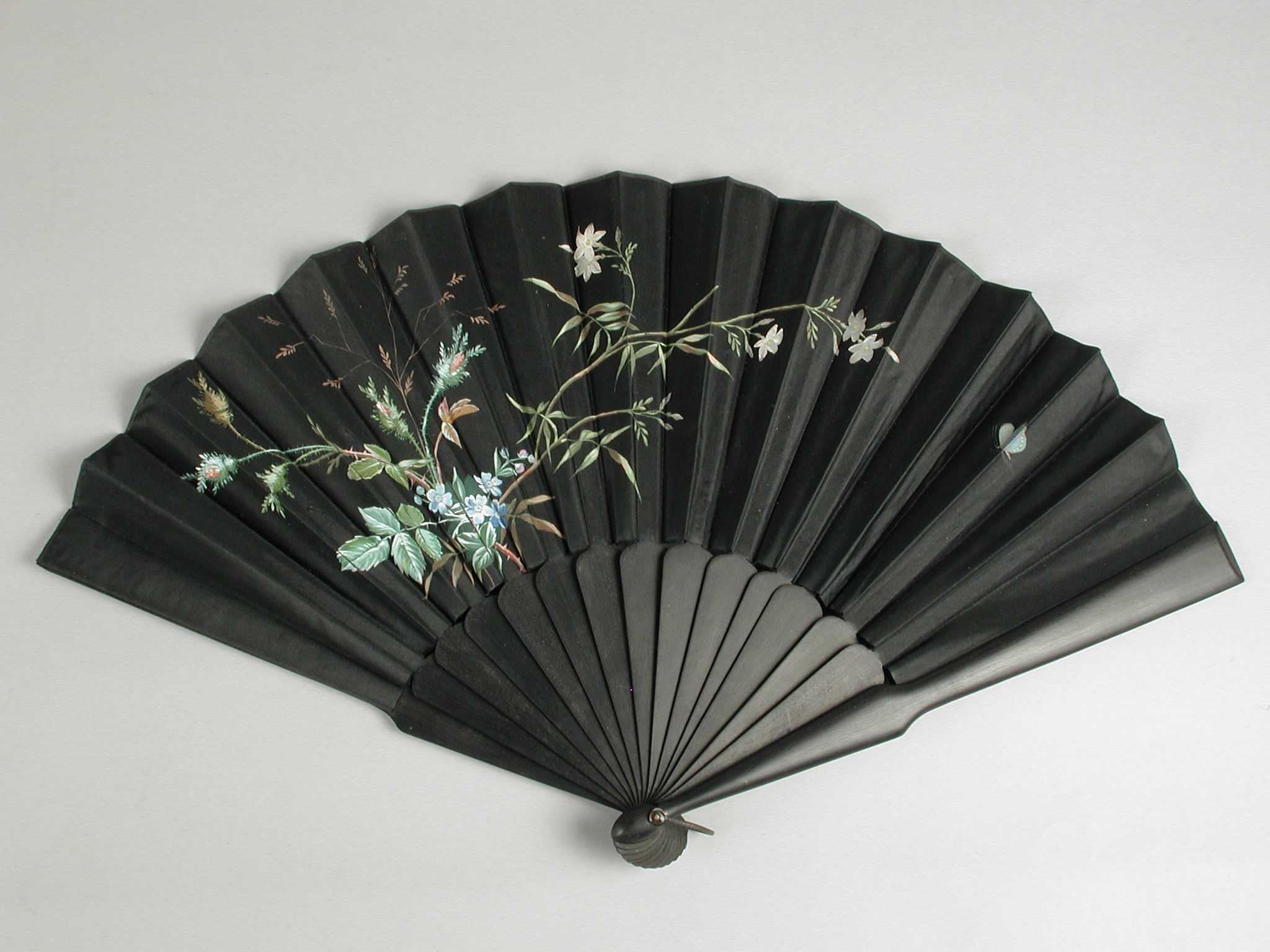
Wachlarz z XIX w.

Wachlarz – płaski, lekki, zdobiony lub surowy przedmiot, rozkładany półkoliście, skonstruowany z listewek lub żeberek różnego rodzaju lub sztywny, okrągły (także o różnym kształcie), służący do wytworzenia przepływu powietrza służącego m.in. do chłodzenia twarzy. Wachlarze wykonywane są m.in. z: drewna, metalu, bambusu, kości słoniowej, pergaminu, jedwabiu lub piór.
Podczas gdy w Europie używany był prawie wyłącznie przez kobiety, a dzisiaj niemalże wyszedł z użycia, w Azji jest nadal przedmiotem codziennego użytku dla obu płci.

## Historia
Najwcześniejsze przedstawienia wachlarza pochodzą ze starożytnego Egiptu. Nie są to jednak wachlarze „ręczne”, a raczej wielkie pęki liści palmowych lub pióropusze z piór na długich trzonkach, które poruszane przez służbę chłodziły dostojnika lub władcę.
Od wieku XVI wachlarze dokumentowane są w Europie. Sprowadzali je z Chin i Japonii portugalscy i holenderscy żeglarze. W książkach na temat strojów oraz na portretach z tego okresu spotykane są pochodzące najczęściej z Włoch sztywne chorągiewki na trzonku, jako specjalna wenecka forma wachlarza.
Powierzchnia wachlarza prowokowała do dekoracji i zdobień. Poszczególne segmenty wachlarzy składanych były misternie malowane w motywy: mitologiczne, biblijne, pasterskie, marynistyczne, chińskie. U schyłku wieku XVIII modne były sceny z aktualnych wydarzeń, jak: rocznica wybuchu Wezuwiusza, lot braci Montgolfier, czy rewolucja francuska.  
Wachlarz nie był i nie jest wyłącznie przedmiotem użytkowym. Używany w Europie, należał wprawdzie do akcesoriów mody, ale mówił też o statusie społecznym, był pomocny w zachowaniach towarzyskich. W Japonii, w tradycyjnym tańcu, jest do tej pory rekwizytem, który służy przedłużeniu ramienia dla wzmocnienia ekspresji gestów tancerzy. Wszędzie pomocny jest też do zakrywania twarzy w sensie dosłownym.

### W Japonii

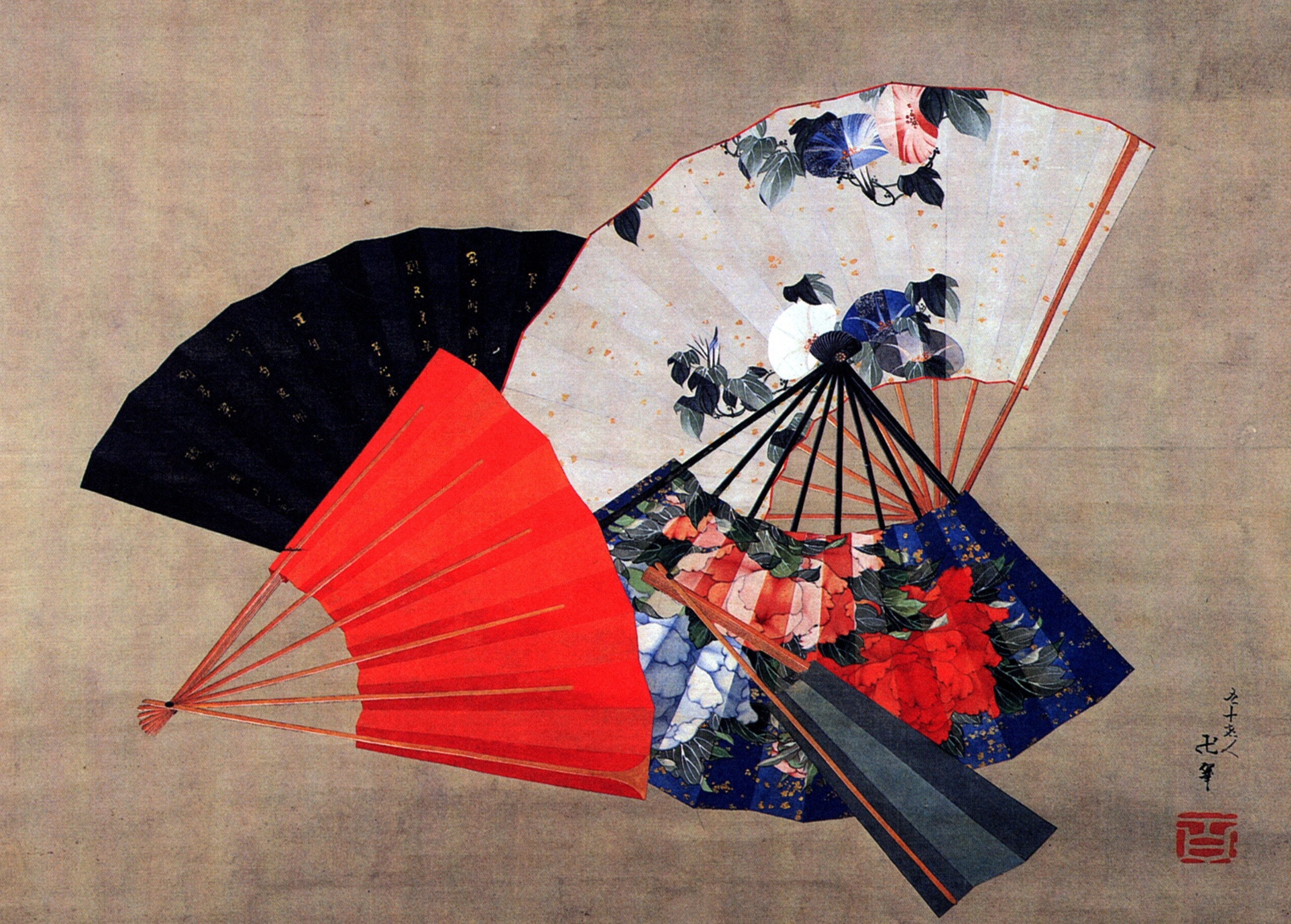
Hokusai Katsushika (1760–1849), Pięć wachlarzy

W parnych miesiącach letnich w zachodniej i środkowej Japonii, wachlarz służy do ochłody, odpędzania insektów, lub rozniecania ognia. Jest też środkiem wyrazu w tańcu.
W VI wieku do Japonii, poprzez Koreę, trafiły wraz z buddyzmem wachlarze z Chin. Głównie był to popularny w czasach zachodniej dynastii Han wachlarz liściasty zwany po japońsku uchiwa oraz wachlarz-pióropusz z piór bażanta, które to formy znaleźć można na ściennych malowidłach grobowych z VI wieku. Te chińskie formy wachlarza używane były głównie przez rodzinę cesarską, arystokrację i wysokich rangą kapłanów jako znak ich godności. Prosty lud używał wachlarzy plecionych z listowia. 
Przypuszczalnie na początku okresu Heian (794–1185) japońscy rzemieślnicy wynaleźli wachlarz składany ōgi albo sensu. Najstarszy typ takiego wachlarza zbudowany jest z wąskich, klinowatych płytek z drewna japońskiego cyprysu (hinoki), które w swej szerszej części są złączone. Takie cyprysowe, skomplikowane w budowie, wachlarze hi-ōgi stanowiły najczęściej charakterystyczne dodatki strojów dam dworu. Wykonane z kości słoniowej lub szylkretu, trafiały później jako kosztowne przedmioty zbytku na Zachód.
Wachlarz z papieru (kami-ōgi) powstał w IX wieku. Wąskie drewniane "szprychy" tworzą w nim stelaż dla wycinka koła z papieru. Ta wynaleziona w Japonii forma wachlarza była popularna na całym świecie.

## Wytwarzanie
Od okresu Heian (IX–XII w.) wytwórcy wachlarzy mieli swoje stowarzyszenie zawodowe. Żyli zawsze w pobliżu dworu cesarskiego w stolicy Heian-kyō i po zmianie nazwy – Kyōto (Kioto). W okresie Edo (1603–1867) wytwarzanie wachlarzy było rzemiosłem mieszczaństwa, a powstałe wówczas sklepy z wachlarzami (ōgi-ya) oferowały zarówno ich części, jak i gotowe wyroby.

## Język wachlarza
W XVIII wieku rozwinął się tzw. „sekretny język wachlarza”, którym ówczesne damy mogły kokietować i uwodzić innych mężczyzn na oczach nieświadomego małżonka. W 1774 Luiza Mirck powołała do życia Zakon Wachlarza, w którym damy dworu mogły poznawać tajniki owej „niewieściej broni”. Odpowiednie ustawienie wachlarza wyrażało zamiary, uczucia i stan ducha.
Przykładowo: wachlarz przyłożony do ust - „nie kokietuj tamtej”
Pod koniec XVIII w. pojawił się „konwersacyjny” typ wachlarza. Dzięki odsłanianiu ukrytych w malunku odpowiednich układów cyfr można było tworzyć dialogi.
W Anglii, gdzie wachlarz trafił z Francji, pisarz Joseph Addison pisał o damach, że są uzbrojone w wachlarze jak mężczyźni  w szable.

## Ciekawostki
W sposób najbardziej wyrafinowany używano wachlarza na dworze francuskim. Pisarka i filozofka Madame de Staël  pisała, że "jeden ruch wachlarza wystarczał, aby odróżnić księżniczkę od hrabiny, a baronessę od mieszczki."
Na dworze w Wersalu nie wolno było damom, z wyjątkiem królowej, otwierać wachlarza w obecności króla. Jeżeli jednak ktoś musiał podać wladcy jakiś przedmiot, podawał go na rozpostartym wachlarzu.
Współczesny dyktator mody Karl Lagerfeld zrobił z wachlarza swój znak rozpoznawczy i nieodłączny element stroju.

## Galeria

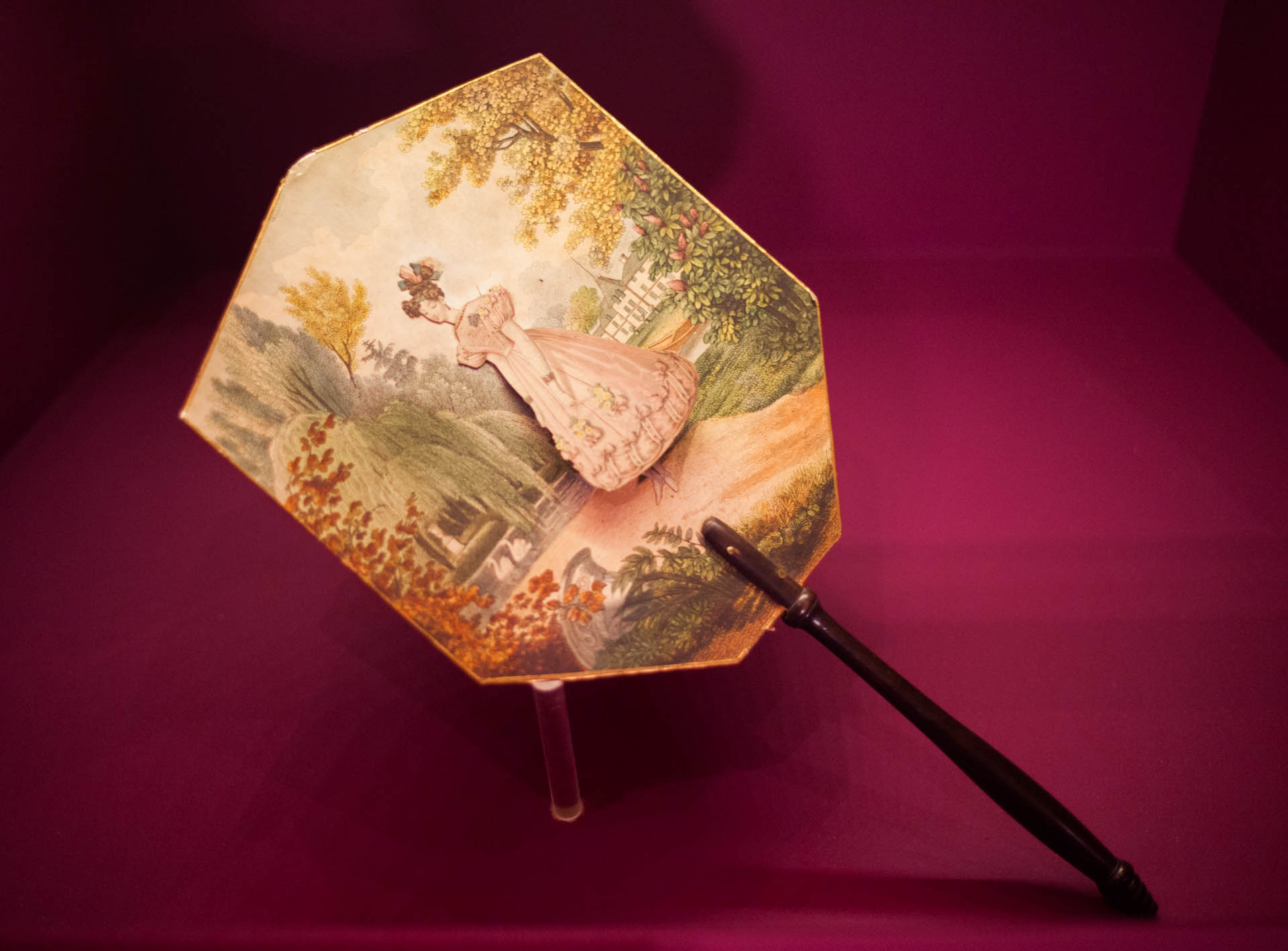
Wachlarz „parawanowy” z Muzeum Romantyzmu w Madrycie
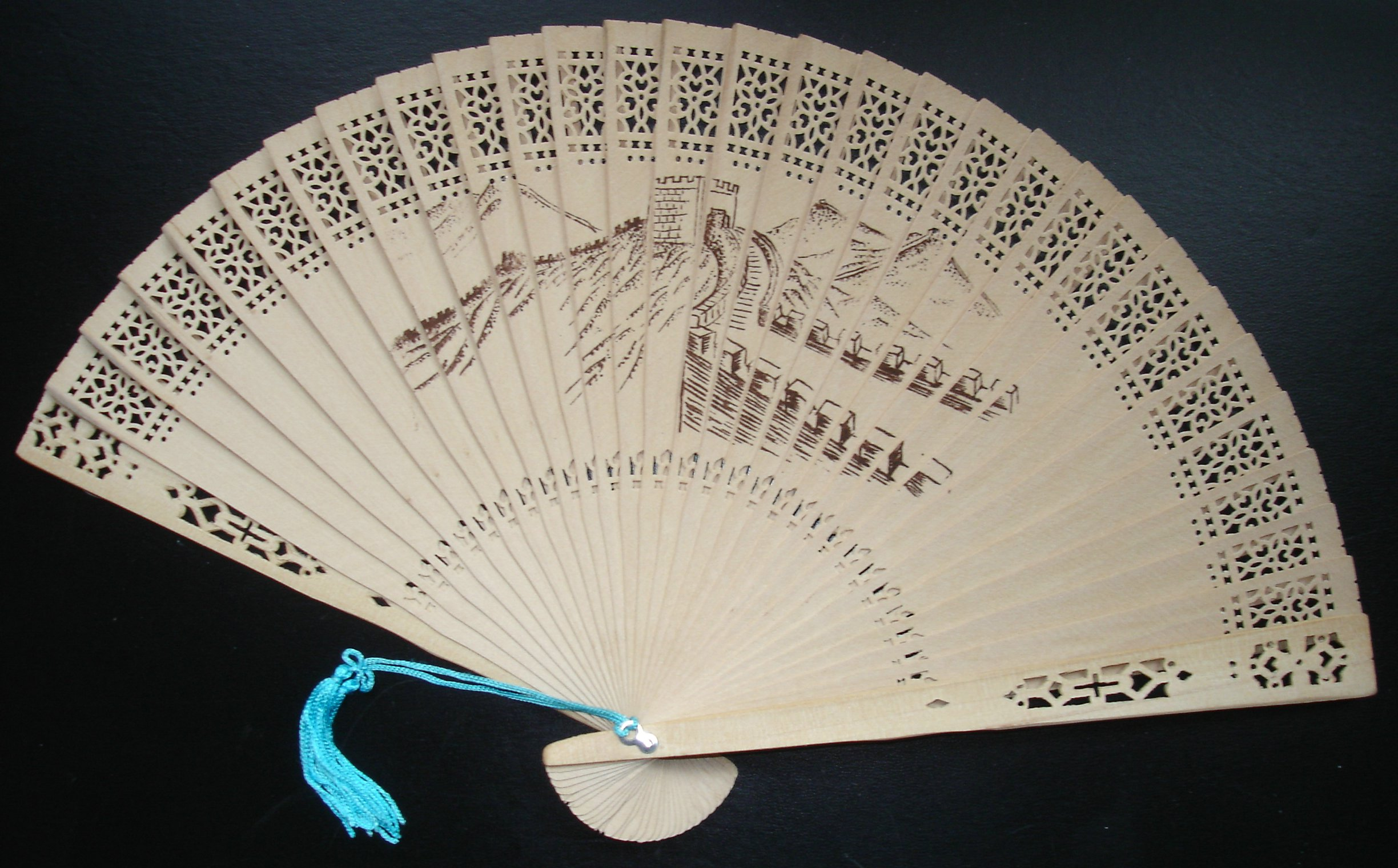
Drewniany wachlarz z Azji
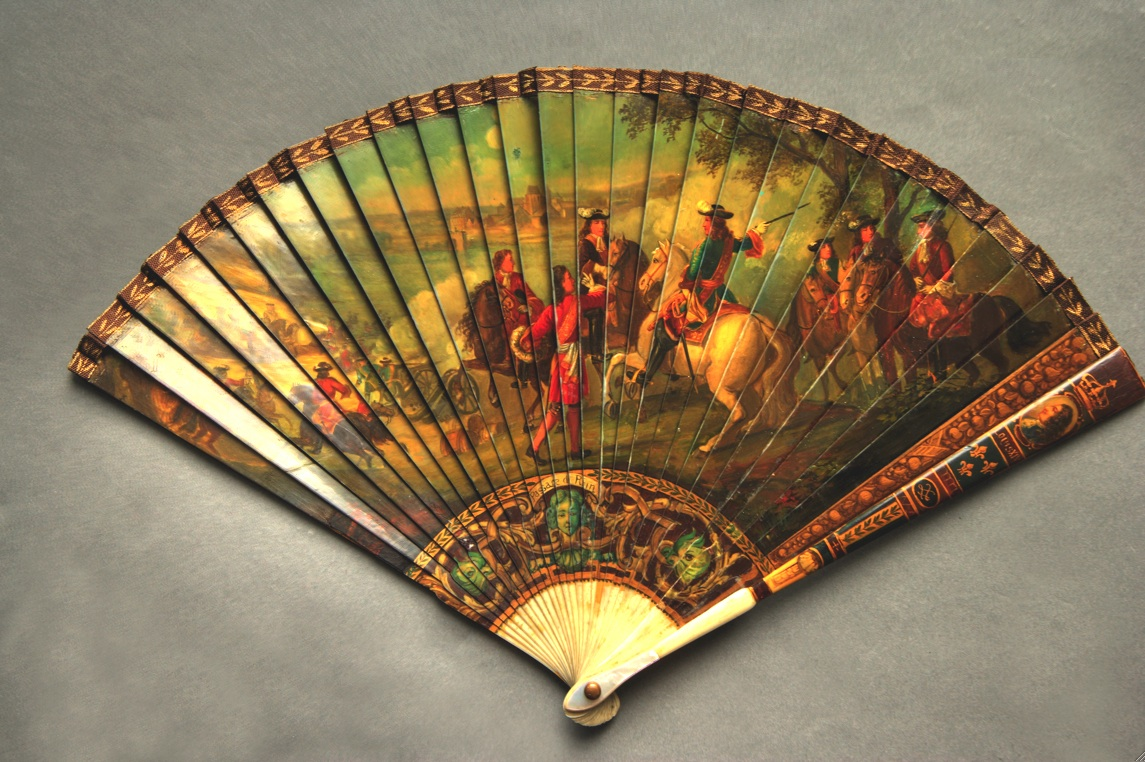
Wachlarz z czasów Ludwika XIV
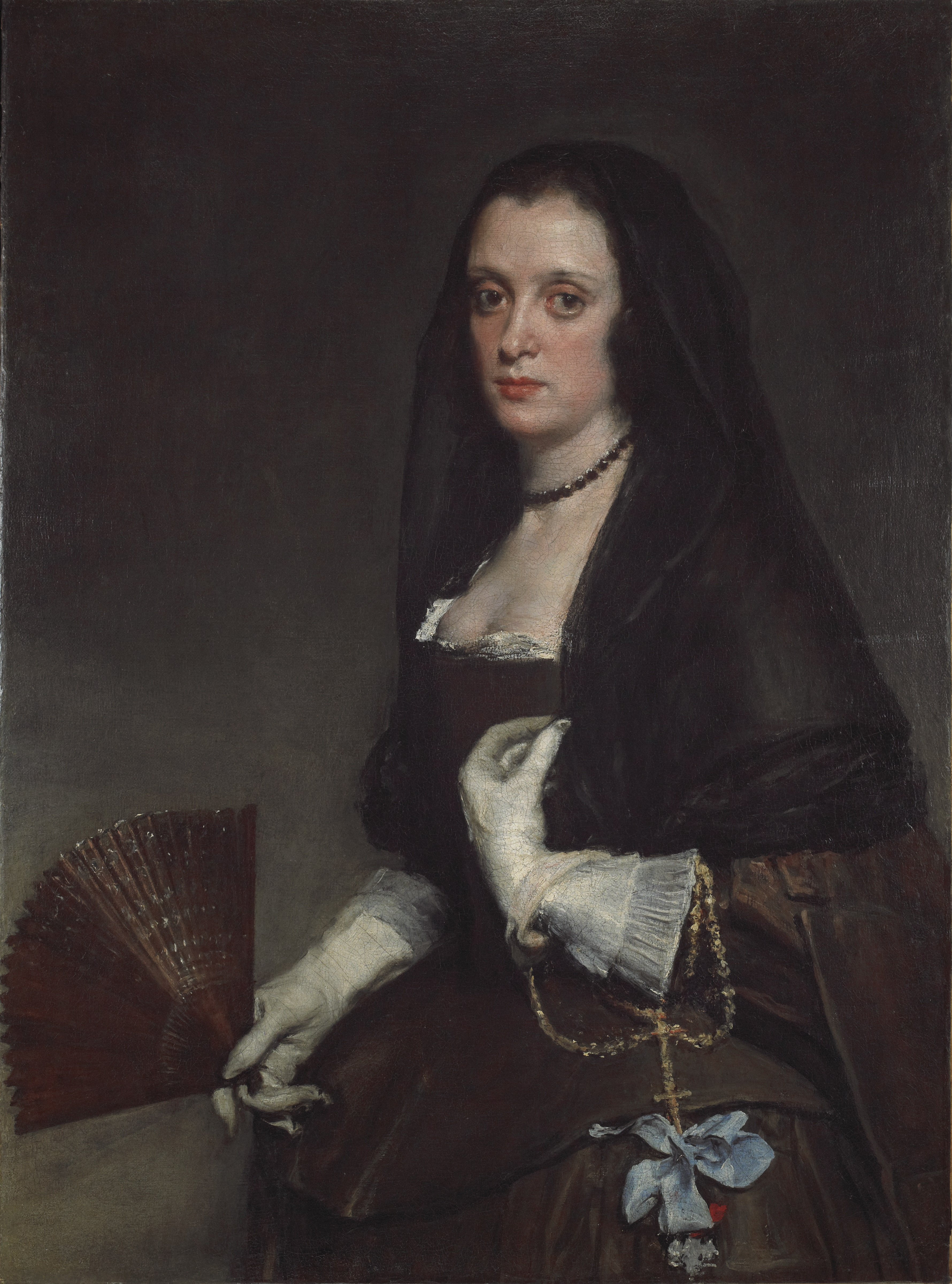
Diego Velázquez, Dama z wachlarzem
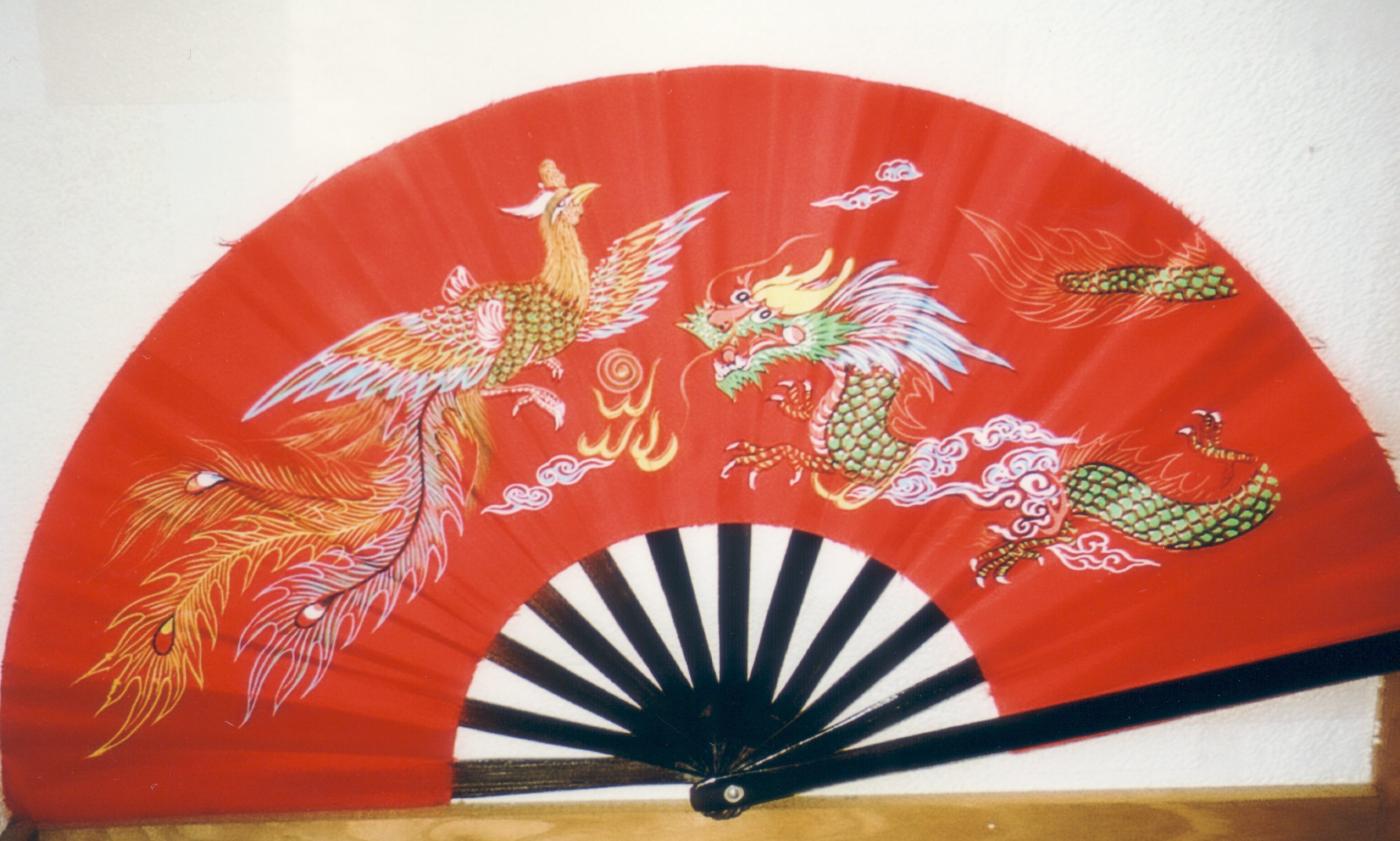
Jedwabny wachlarz tai chi
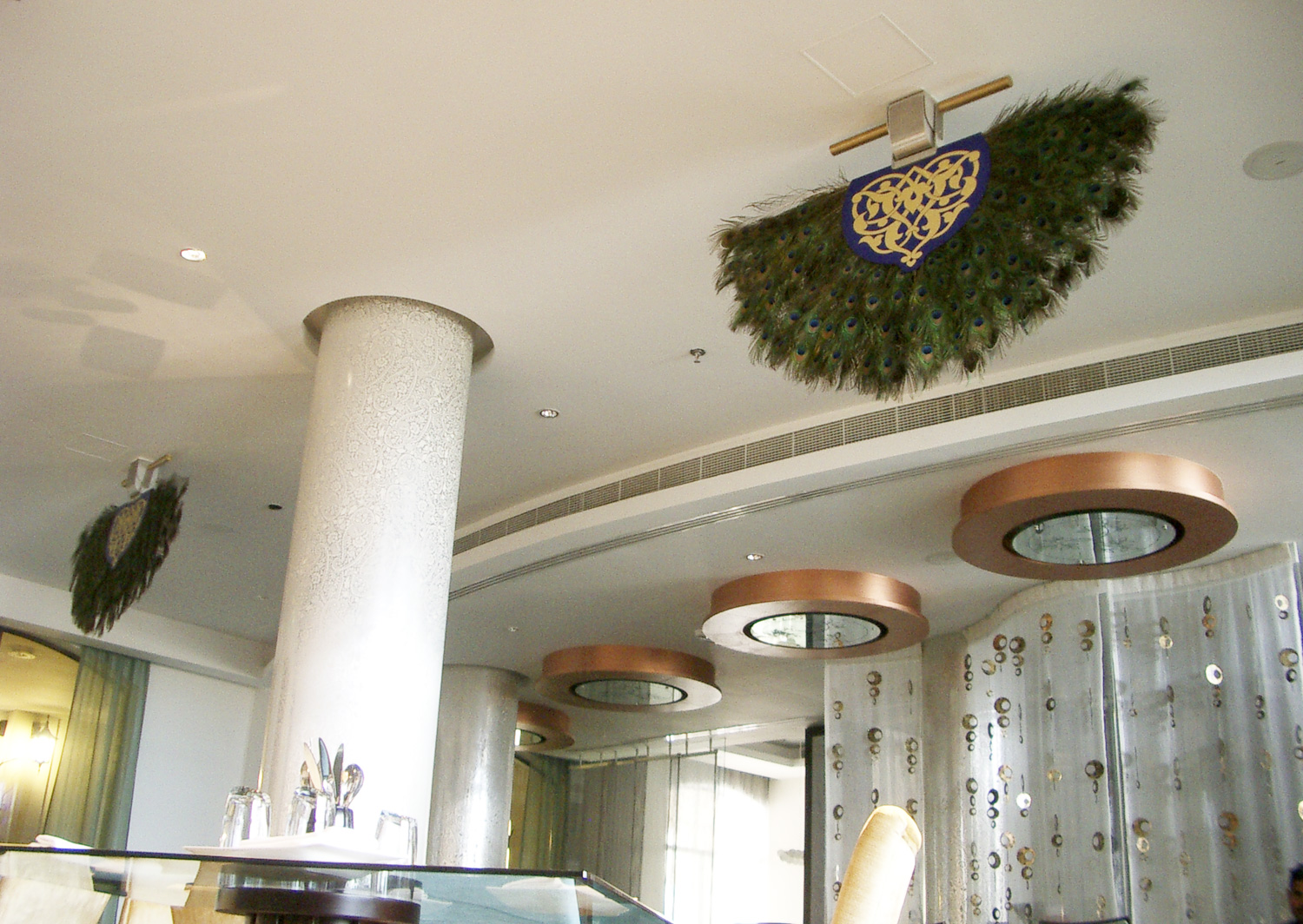
Punkah - sterowany komputerowo wachlarz z pawich piór w Jumeirah Beach Residence (Indie)